# Melaten
Melaten (niem. Melaten-Friedhof) – centralny cmentarz w Kolonii w Niemczech. 
Położony jest na północnym krańcu dzielnicy Lindenthal. Pierwsza wzmianka o nim pojawiła się w roku 1243.